# Frontifissia elegans
Frontifissia elegans är en insektsart som beskrevs av Kenneth Hedley Lewis Key 1937. Frontifissia elegans ingår i släktet Frontifissia och familjen gräshoppor. Inga underarter finns listade i Catalogue of Life.